# HIP 102152
HIP 102152 (HD 197027) ist ein rund 250 Lichtjahre entfernter Stern im Steinbock. In vielerlei Hinsicht ist er der Sonne sehr ähnlich, jedoch mit dem Unterschied eines wesentlich höheren Alters.

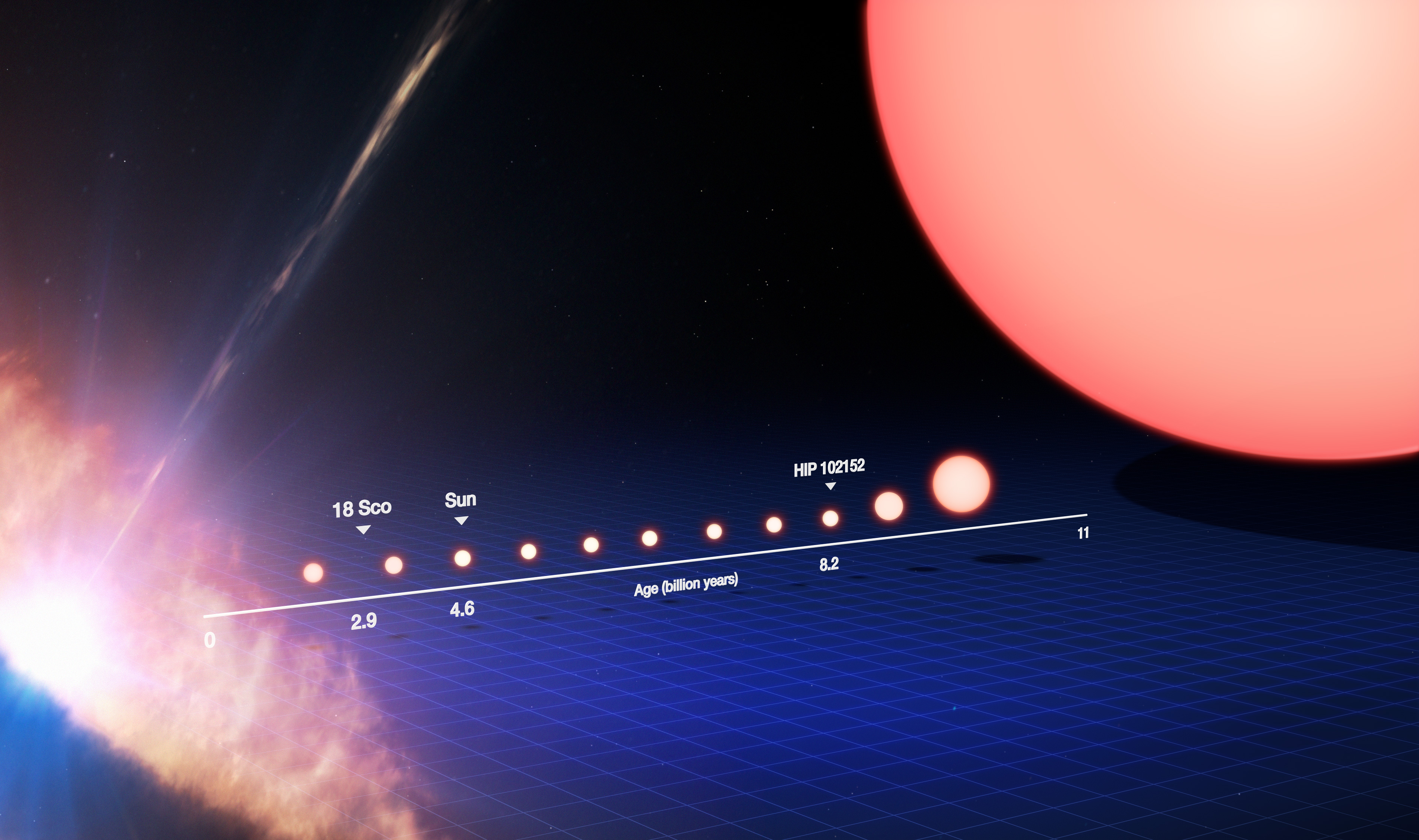
Entwicklung Sonnenähnlicher Sterne